# 박보생
박보생(朴寶生, 1951년 1월 6일~)은 대한민국의 정치인이다. 제37~39대 경상북도 김천시장이다.

## 학력
- 김천농림고등학교
- 한국방송통신대학교 행정학 학사
- 경북대학교 행정대학원 행정학 석사과정
- 경북대학교 행정대학원 행정학 박사과정

## 경력
- 1969 1기 공채 공무원
- 김천시청 기획실장
- 김천시청 행정지원국장
- 김천시청 사회산업국장
- 2003.3 : 고속철도 김천역 유치 행정지원단장
- 김천시청 예술단 부단장
- 김천시청 인사위원회 부위원장
- 김천과학대학교 책임연구위원
- 김천대학교 겸임교수
- 대구대학교 겸임교수
- 경북보건대학교 전임강사
- 2004.3 : 경북배드민턴협회장
- 2005.7 : 국제배드민턴연맹 한국대표단장
- 2006.7 ~ 2018.6 : 제4~6대 민선 4~6기 경상북도 김천시장(3선, 자유한국당)
- 2006.7 ~ 2018.6 : 제4대 김천시체육회 회장
- 2007.8 ~ : 경북대학교 총동창회 부회장
- 2008.2 :  전국혁신도시지구 협의회 회장
- 2013.8 ~ 2013 : 세계 개인배드민턴 선수권 대회 국가대표팀단장
- 2014.10 : 홍콩오픈 베드민턴슈퍼시리즈 국가대표팀단장
- 2015.5 : 2015 세계혼합단체 배드민턴 선수권대회 국가대표팀단장
- 2017.1 : 경상북도 중서부권 행정협의회 회장
- 2017.11 : 홍콩오픈배드민턴 슈퍼시리즈 국가대표팀 단장

## 역대 선거 결과
|  | 50.09% |

|  | 69.78% |

|  | 68.37% |